# Fleet problem
 (septembre 2014).
Si vous disposez d'ouvrages ou d'articles de référence ou si vous connaissez des sites web de qualité traitant du thème abordé ici, merci de compléter l'article en donnant les références utiles à sa vérifiabilité et en les liant à la section « Notes et références ».
Fleet problem est le terme employé par l'United States Navy pour décrire chacun des vingt et un grands exercices navals américains menés entre 1923 et 1940. Ils étaient numérotés avec des chiffres romains, du Fleet Problem I jusqu'au Fleet Problem XXI. Un vingt-deuxième était programmé pour 1941 mais fut annulé à la suite de l'entrée en guerre des États-Unis.

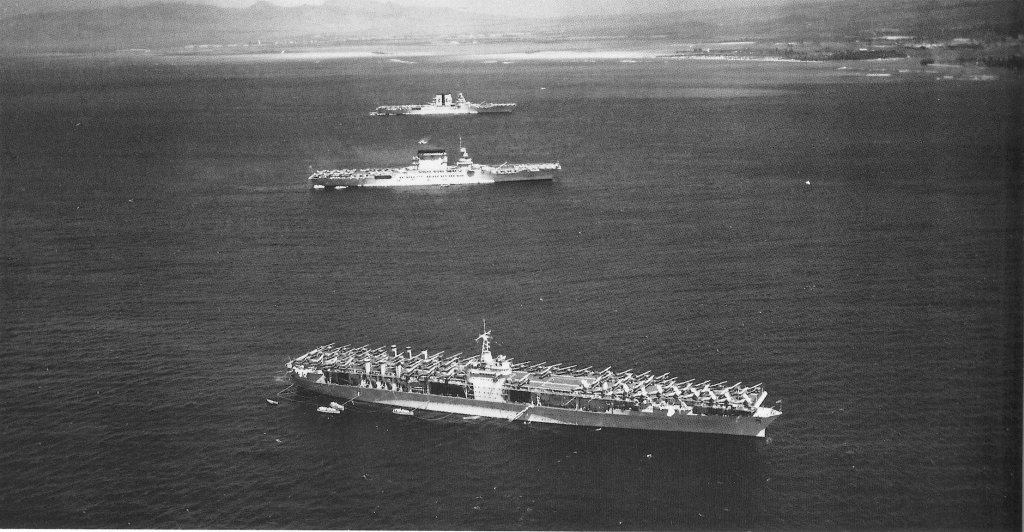
Photo aérienne du Fleet Problem XIX en 1938.

Les Fleet problems qui se déroulaient en général une fois par an, voyaient les forces de l'US Navy s'engager dans des simulations de bataille, une partie des forces américaines jouant le rôle d'une marine européenne ou asiatique. Ces exercices étaient les plus importantes manœuvres d'entraînement de la marine américaine. 
Le Fleet problem XXI d'avril 1940 simulait une défense d'Hawaii.

## Fleet Problems

### Fleet Problem I
Fleet Problem I a été tenu en février et mars 1923 et a été organisé au large des côtes du Panama. Les forces attaquantes « Black force » ont en effet testé les défenses du canal de Panama, en utilisant des cuirassés pour représenter les porte-avions. Un seul avion lancé à partir d'Oklahoma, représentant un transporteur aérien du groupe, laissa tomber dix bombes miniatures et « détruisit » théoriquement le réservoir du barrage Gatún.

### Fleet Problems II, III et IV
Les Fleet Problems II, III et IV ont eu lieu simultanément en janvier et février 1924 dans les Caraïbes. Les exercices simulaient des actions qui pourraient survenir dans le Pacifique.

#### Fleet Problem II
Ce deuxième Fleet Problem a servi à simuler la première étape d'une avancée  des forces de l'ouest à travers le Pacifique.

#### Fleet Problem III
Cet exercice était axé sur la défense du canal de Panama à partir de la côté des Caraïbes. La force « Blue force » devait défendre le canal d'une attaque en provenance des Caraïbes par la force « Black force », opérant à partir d'une base avancée dans les Açores. Il était demandé de pratiquer les techniques de débarquement amphibie et de la rapidité de la traversée d'une flotte par le canal du côté du Pacifique.
Aussi, dans l'exercice, une force spéciale « Black force » d'opérations a abouti à la « perte » d'un cuirassé de New York dans la Culebra qui aurait bloqué le canal.

#### Fleet Problem IV
Cet exercice a simulé les mouvements de la base principale dans le Pacifique occidental aux îles japonaises, représentées dans ce cas par les îles, les villes et les pays voisins des Caraïbes.

### Fleet Problem V
Le Fleet Problem V a eu lieu en mars et avril 1925 et servit à simuler une attaque sur Hawaï. La force « Black force », symbolisant l'agresseur, a lancé depuis le porte-avions Langley et d'autres navires équipés d'avions, deux hydravions, tandis que la défense « Blue force » n'avait pas la force des transporteurs. En outre, les avions à bord du cuirassé Wyoming ne pouvaient pas être lancés faute de catapulte. Les bonnes performances du Langley ont contribué à accélérer la réalisation des porte-avions Lexington et Saratoga.
Une partie du Fleet Problem V s'est déroulée à proximité de la Guadeloupe au large de Baja California et a impliqué une attaque à une position légèrement différente et le ravitaillement en combustibles en mer.

### Fleet Problem VI
Cet exercice s'est tenu au large des côtes ouest d'Amérique centrale au début de 1926.

### Fleet Problem VII
Ce Fleet Problem a eu lieu en mars 1927 et impliqua la défense du canal de Panama. Le point culminant de l'exercice était l'attaque aérienne réussie du Langley sur le canal du Panama.

### Fleet Problem VIII
Organisé en avril 1928 entre la Californie et Hawaï, ce Fleet Problem a impliqué un croiseur de la force de Pearl Harbor, contre la force « Blue force ». Il a également impliqué un convoi de recherche et des luttes anti-sous-marines.

### Fleet Problem IX
Cet exercice tenu en janvier 1929 a étudié les effets d'une attaque sur le canal de Panama et a effectué les opérations nécessaires pour mener à bien une telle éventualité. Il opposait en effet les Battle Fleet contre un regroupement de forces, dont la force « Scouting Force », les forces de contrôle et le 15e Naval District (forces de défenses locales armées).
Grâce à une action audacieuse, le USS Saratoga (CV-3) a été détaché de la flotte avec seulement un simple croiseur d'escorte permettant de faire un large mouvement vers le sud et « d'attaquer » le canal de Panama, qui a été défendu par la « Scouting Force ». 
Il a ensuite été lancé avec succès le 26 janvier et, en dépit d'être « coulé » plus tard dans la journée, a prouvé la polyvalence d'une force porteuse basée sur la rapidité.

### Fleet Problem X
Ce Fleet Problem fut tenu en 1930 dans les eaux des Caraïbes. Cette fois, cependant, le Saratoga et le Langley ont été « handicapés » par une attaque surprise du Lexington, en montrant avec quelle rapidité la puissance aérienne pourrait faire pencher la balance dans un combat naval.

### Fleet Problem XI
Le Fleet Problem XI a été tenu dans les Caraïbes en 1931.

### Fleet Problem XII
Le Fleet Problem XII a été tenu dans les eaux hawaïennes en 1930.